# Presidentvalet i Finland 1956

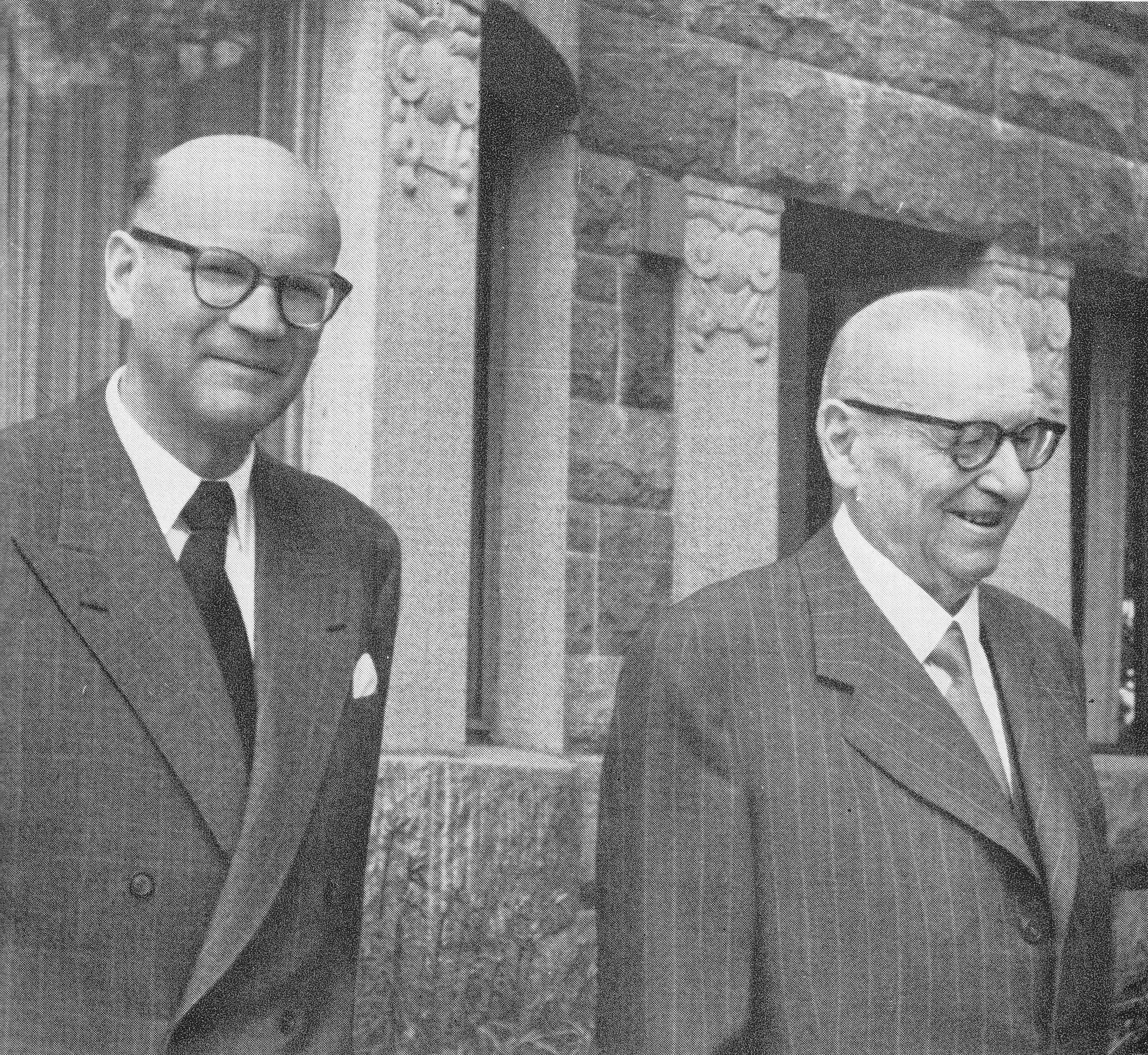
Urho Kekkonen (t.v.) 1955, året innan han blev president, tillsammans med dåvarande presidenten Juho Kusti Paasikivi.

Presidentvalet i Finland ledde till att Agrarförbundets kandidat Urho Kekkonen valdes till republikens president för första gången. Kekkonens huvudmotståndare i valet visade sig bli socialdemokraternas kandidat Karl-August Fagerholm.
President Juho Kusti Paasikivi fick 84 elektorsröster i den andra omgången, trots att han inte officiellt var kandidat i valet.
Republikens president valdes 1956 av 300 folkvalda elektorer. Valet avgjordes efter tre omgångar och var såtillvida unikt i Finland att utslaget var med minsta möjliga marginal (se tabellen nedan). Några politiker som var elektorer 1956 har decennier senare trätt fram och medgivit att de var "tungan på vågen" som inte valde som de hade förutsatts. De är dock i dag alla gångna ur tiden, så definitiv vetskap står inte längre att få. Valet hölls den 15 februari. 

## Valresultat
| Kandidat              | Parti | Röster |
| --------------------- | ----- | ------ |
| Urho Kekkonen         | Agr.  | 88     |
| Karl-August Fagerholm | SDP   | 72     |
| Sakari Tuomioja       | LF    | 57     |
| Eino Kilpi            | DFFF  | 56     |
| Ralf Törngren         | SFP   | 20     |
| Eero Rydman           | FFP   | 7      |

| Kandidat              | Parti | Röster |
| --------------------- | ----- | ------ |
| Karl-August Fagerholm | SDP   | 114    |
| Urho Kekkonen         | Agr.  | 102    |
| Juho Kusti Paasikivi  | Saml. | 84     |
| Sakari Tuomioja       | LF    | 0      |

| Kandidat              | Parti | Röster |
| --------------------- | ----- | ------ |
| Urho Kekkonen         | Agr.  | 151    |
| Karl-August Fagerholm | SDP   | 149    |